# Steven O'Donnell (acteur)
Steven O'Donnell (Oldham, 19 mei 1963) is een Engelse acteur, die met name bekend werd als Spudgun in de televisieserie Bottom. Hij was echter in een andere rol te zien in de bijbehorende film: Guest House Paradiso. Daarin speelde de corpulente acteur een chef-kok.
Midden jaren 90 verscheen O'Donnell in verschillende Sega-commercials.
Voordat O'Donnell acteur werd, werkte hij vijf jaar in het medisch laboratorium van het Charing Cross Hospital. In 1985 speelde hij een zanger in de videoclip van het Eurythmics nummer There Must Be an Angel (Playing with My Heart).

## Filmografie
- Breathe (2017) - Harry Tennyson
- The Comic Strip Presents Redtop (televisiefilm, 2016) - Raffle
- ScottishMussel (2015) - Gavin
- Ballot Monkeys (televisieserie) - Mick (2005)
- Badults (televisieserie) - Aggressive Gary (2014)
- The Hooligan Factory (2014) - Old Bill
- Conan the Barbarian (2011) -Lucius
- Holby City (televisieserie) - Graham Calder (2011)
- Doctors (televisieserie) - Ivor Juggins (2010)
- The Cottage (2008) - Andrew
- Tittybangbang (televisieserie) - Onbekend (2007)
- Finding Rin Tin Tin (2007) - Johnson
- The outsiders (televisiefilm, 2006) - Vernon Barnes
- Help! I'm a Teenage Outlaw televisieserie - Captain Watt (2004-2006)
- The Cottage (2008) - Andrew
- Tittybangbang Televisieserie - Rol onbekend (Afl., Chrissytittybangbang3, 2007)
- The Catalpa Rescue (2007) - John Boyle O'Reilly (Niet op aftiteling)
- The Outsiders (televisiefilm, 2006) - Vernon Barnes
- The Comic Strip Presents... televisieserie - verschillende rollen (10 afl., 1988-2005)
- Churchill: The Hollywood Years (2004) - Goering
- Shameless televisieserie - Bailiff #2 (2 afl., 2004)
- Foyle's War televisieserie - Henry Jamieson (Afl., Fifty Ships, 2003)
- Doc Martin and the Legend of the Cloutie (televisiefilm, 2003) - Lester Higgins
- Silent Witness televisieserie - Tosh Ridely (Afl., Tell No Tales, 2002)
- Lee Evans: So What Now? televisieserie - Stuart (Afl. onbekend, 2001)
- A Knight's Tale (2001) - Simon, the Summoner of Rouen
- Kevin & Perry Go Large (2000) - Big Baz
- The Peter Principle televisieserie - Kevin Kopas (Afl., Greyhound Day, 2000)
- Guest House Paradiso (1999) - chef-kok
- Shakespeare in Love (1998) - Lambert
- Martha, Meet Frank, Daniel and Lawrence (1998) - mannelijke information official
- Spice World (1997) - Jess
- Bring Me the Head of Mavis Davis (1997) - Lenny
- The Trick (1997) - rechter
- How to Be a Little Sod televisieserie - vader (Afl. onbekend, 1995)
- Bottom televisieserie - Spudgun (Afl., Accident, 1991|Parade, 1992|Holy, 1992|Terror, 1995|Dough, 1995)
- Nelson's Column televisieserie - Mike Walker (Afl. onbekend, 1994-1995)
- Casualty televisieserie - Frankie Drummer (Afl., Family Ties, 1994)
- Lovejoy televisieserie - Frankie (Afl., The Galloping Major, 1993)
- Boon televisieserie - Terry Holloway (Afl., The Sharp End, 1992)
- Virtual Murder televisieserie - Reggie Milson (Afl., Dreams Imagic, 1992)
- Far and Away (1992) - Colm
- Minder televisieserie - Barry (Afl., The Greatest Show in Willesden, 1991)
- The Pope Must Die (1991) - Rico
- Press Gang televisieserie - Maringo (Afl., Holding On, 1991)
- Cool Head televisieserie - rol onbekend (1991)
- Hero Hungry (televisiefilm, 1990) - Grub
- Tygo Road televisieserie - Leo (1990)
- Saracen televisieserie - Digby (Afl., Decoy, 1989)
- Great Balls of Fire! (1989) - heckler #2
- The Bill televisieserie - Stuart (Afl., A Good Result, 1989)
- Without a Clue (1988) - Henry, de barkeeper
- Paperhouse (1988) - Dustman
- Boon televisieserie - Heavy (Afl., Topspin, 1988)
- French and Saunders televisieserie - rol onbekend (Episode 2.2, 1988)

- Library of Congress Control Number: no2012040692
- MusicBrainz: c32ed353-75ce-483d-aff8-aa388eda338b
- Virtual International Authority File: 232641004
- WorldCat: E39PBJkdqXCd9h9gKQVBKWmKh3